# Сторожев, Георгий Степанович
Георгий Степанович Сторожев (1918 — 31 октября 1994) — советский работник сельского хозяйства, тракторист и комбайнёр, Герой Социалистического Труда.

## Биография
Родился в 1918 году.
В детстве помогал отцу работать в кузнице. После школы пошёл работать на завод, где обучился слесарному и токарному делу. Позже выучился на механизатора и стал трудиться в МТС Буинского района. После Великой Отечественной войны стал бригадиром механизаторов. Работал не только в родном колхозе, но и в соседних — «Победитель» и «Коминтерн». Позже возглавлял тракторную бригаду в колхозе «Кзыл юлдуз» Буинского района, затем имени Тельмана. Перед уходом на пенсию работал электрослесарем в районном объединении «Сельхозтехника».
Занимался общественной деятельностью, избирался депутатом районного Совета. Георгий Степанович умер, дата смерти неизвестна. Жена — Сторожева Любовь Ивановна.

## Награды
- 6 марта 1948 года Г. С. Сторожеву было присвоено звание Героя Социалистического Труда с вручением ордена Ленина и золотой медали «Серп и Молот».
- Также был награждён медалями СССР.

## Память
- 2 июля 2012 года Герою Социалистического Труда Сторожеву Георгию Степановичу в Буинске открыт памятник.[3]
- Его именем названа также одна из улиц города.